# Вигерих (пфальцграф Лотарингии)
Вигерих (Вигерик; нем. Wigerich, лат. Widericus, Windericus, Widiacus; ок. 870 — ок. 916/919) — граф в Трире в 899/902 году, граф в Бидгау в 902/909 году, граф в Арденненгау, пфальцграф Лотарингии с 915/916 года, фогт монастырей Санкт-Румольдусабтай в Мехелене (лен от епископа Льежа) и Гастиере; один из самых могущественных графов в Лотарингии; родоначальник дома Вигерихидов (или Арденнского дома).

## Биография

### Происхождение
Точное происхождение Вигериха неизвестно. Согласно исследованиям Эдуарда Главички его отцом мог быть Одакар (умер после 901/902), граф в Блисгау, Битгау и Арденненгау, один из союзников графа Эно Ренье I Длинношеего в борьбе против короля Лотарингии Цвентибольда. Известно, что у Вигериха был брат Фридрих (умер в 942), монах монастыря в Горзе, позже аббат монастыря Святого Губерта в Арденнах.

### Правление
Впервые Вигерих появляется в источниках 23 января 899 год — он как штадграф Трира в акте короля Лотарингии Цвентибольда, сделавшего пожертвование церкви Трира. 19 сентября 902 года он уже упоминается в акте короля Людовика IV Дитяти: Вигерих уступил архиепископу Трирскому Ратбоду право взимания денег с города. Вероятно тогда он уже был графом Бидгау, однако сохранял в своём владении и город Трир. В 909 году Вигерих упоминается как граф Бидгау — он обменял владения монастырю Святого Максимина в Трире.
После смерти короля Людовика IV Дитяти лотарингская знать отказалась признать нового короля Конрада Франконского и присягнула в 911 году королю Франции Карлу III Простоватому. Карл принял на себя владение Лотарингией, но оставил ей независимость. Реальная власть оказалась в руках Ренье I Длинношеего, получившего титул маркграфа Лотарингии. Вигерих, женатый на племяннице Карла Простоватого, пользовался доверием Карла. В одном из актов Карла III говорится, что Вигерих получил под управление монастыри Санкт-Румольдусабтай в Мехелене (как лен от епископа Льежа) и Гастиере.
После смерти Ренье в 915 году Вигерих, судя по всему, был назначен Карлом правителем Лотарингии: в акте Карла III от 19 января 916 года он назван пфальцграфом (наместником) Лотарингии. После этого больше упоминаний о Вигерихе нет. С учётом того, что его вдова около 920 года вторично вышла замуж, Вигерих умер до этого времени.

### Брак и дети
Жена: с 907/910 года — Кунигунда, дочь Ирментруды, дочери короля Западно-Франкского королевства Людовика II Заики. Дети:
- Фридрих I (умер в 978), граф Бара, герцог Верхней Лотарингии с 977 года (до того — вице-герцог), родоначальник Барруанской ветви
- Адальберон I (умер в 962), епископ Меца в 925—954 годах
- Гизельберт (умер ранее 965), граф в Арденненгау
- Сигеберт (умер после 942)
- Гозлин (Гоцело) (умер в 942/943), граф в Бидгау и в Арденненгау
- Зигфрид (922—998), граф Люксембурга с 963
- Лиутгарда (умерла после 960); 1-й муж: граф Меца Адальберт (умер в 944); 2-й муж: граф Нордгау Эбергард IV (умер в 972/973).